# 2269 Efremiana
2269 Efremiana eller 1976 JA2 är en asteroid i huvudbältet som upptäcktes den 2 maj 1976 av den rysk-sovjetiske astronomen Nikolaj Tjernych vid Krims astrofysiska observatorium på Krim. Den har fått sitt namn efter paleontologen och författaren Ivan Jefremov.
Asteroiden har en diameter på ungefär 29 kilometer.